# 佐紀高塚古墳
佐紀高塚古墳（日语：／ Sakitakatsukakofun）是位於日本奈良縣奈良市山陵町的一座前方後圓墳，屬於佐紀盾列古墳群，雖然入葬者不明，但是古墳經宮內廳指定為第48代稱德天皇（亦是第46代孝謙天皇）之墓，並且稱為高野陵。

## 概要
古墳建於奈良盆地北部，佐紀丘陵南麓的丘尾上，同一丘陵上建有不少巨大古墳，統稱為佐紀盾列古墳群，古墳與傳成務天皇陵佐紀石塚山古墳、傳日葉酢媛命陵佐紀陵山古墳和傳神功皇后陵五社神古墳歸為「西群」。古墳鄰接於佐紀石塚山古墳和佐紀陵山古墳的南部。明治以後，由於古墳經宮內廳指定為天皇陵，因此至今為止仍未進行正式調查。
古墳是前方後圓墳，前方部分朝西面，跟其他西群古墳不同，古墳以東西為主軸，墳丘有3層。據稱墳丘以前曾經發現有埴輪，但是詳細不明，周圍斷續地由鎖孔形的狹窄周壕所包圍，主體部分墓室不明。
古墳推測建於古墳時代前期後半（約4世紀後半），在古墳群中屬於中型規模，由於墳丘主軸與其他主要古墳方向不同，因此有些意見認為其相對主要古墳較次一等。雖然入葬者不明，古墳經宮內廳指定為第48代稱德天皇（即第46代孝謙天皇）的陵墓。
古墳域在平城京時代位於右京北邊二坊。文久3年（1863年），古墳在文久修陵時獲指定為稱德天皇陵。1889年，改造了石柵和鐵門。古墳西面的秋篠川進行河道改修工程時出土了不少大型圓筒埴輪，有些意見認為這是本古墳的出土文物。

## 規模
古墳規模如下。
- 墳丘長：127米
- 後圓部分，3層。
  - 直徑：84米
- 前方部分，3層。
  - 闊：70米

## 入葬者
雖然入葬者不明，但是古墳經宮內廳指定為第48代稱德天皇（亦是第46代孝謙天皇）之墓。按《續日本紀》記載，稱德天皇在寶龜元年（770年）8月4日於西宮寢殿駕崩，同日任命了作山陵司等各司，動員畿內和近國役夫共6,300人在高市皇子次子鈴鹿王的舊宅興建陵墓，在8月17日時下葬於大和國添下郡佐貴鄉的「高野山陵」。按《延喜式》諸陵寮記載則稱為遠陵的「高野陵」，兆域是東西5町乘以南北3町，守墓人為5人。
按《西大寺資財流記帳》記載，古墳並非是稱德天皇的真正陵墓，真正的是在西大寺寺域西邊的地方。然而，後來這份資料失傳，以鎌倉時代德治2年（1307年）以前繪成的「大和國西大寺往古敷地圖」為古墳的初出文獻，由於這份資料稱陵墓是位於西大寺東面，才出現本古墳為稱德天皇陵的說法。江戶時代則出現了北面的五社神古墳才是稱德天皇陵的說法。幕末文久修陵時，重新按照「大和國西大寺往古敷地圖」的說法，將本古墳定為稱德天皇陵，直至現在。另外，有些說法認為稱德天皇陵位於西大寺西面的奈良自動車學校南面的丘陵附近。

## 外部連結
- 高野陵（页面存档备份，存于）